# Changes (King Gizzard & the Lizard Wizard)
Changes è il ventitreesimo album in studio del gruppo musicale australiano King Gizzard & the Lizard Wizard, pubblicato nel 2022.

## Tracce
1. Change – 13:03
2. Hate Dancin' – 3:16
3. Astroturf – 7:33
4. No Body – 3:42
5. Gondii – 4:57
6. Exploding Suns – 4:40
7. Short Change – 2:50

## Formazione
- Stu Mackenzie – voce, Wurlitzer, sintetizzatore, batteria, vibrafono (1), chitarra (1, 2, 4, 7), basso (1–4, 6, 7), Mellotron, tastiera (1, 3, 7), organo (1–3), flauto (3), percussioni (5)
- Michael Cavanagh – batteria
- Ambrose Kenny-Smith – percussioni, voce (1–6), tastiera (1, 3, 4), sassofono (3)
- Cook Craig – sintetizzatore (1, 5, 6), tastiera, voce, chitarra (1), basso (6)
- Joey Walker – sintetizzatore (1–3, 5), chitarra (1, 3), voce (1)